# Buellia paniformis
Buellia paniformis är en lavart som beskrevs av W. A. Weber. Buellia paniformis ingår i släktet Buellia och familjen Physciaceae.   Inga underarter finns listade i Catalogue of Life.